# اخگر (فیلم ۱۹۹۶)
اخگر یا گل آتش (به هندی: Angaara) فیلمی هندی محصول سال ۱۹۹۶ و به کارگردانی آنیل گانگولی است. در این فیلم بازیگرانی همچون میتون چاکرابورتی، سیمران، فریده جلال و هریش پتل ایفای نقش کرده‌اند.